# Георги Стаматов (актьор)
Вижте пояснителната страница за други личности с името Георги Стаматов.
Георги Александров Стаматов е български актьор, режисьор и педагог.
Следва право в Софийския университет.
Взема участие в любителски представления още като ученик. През 1912 влиза в състава на „Съвременен театър“ на М. Икономов. След успешно издържан изпит през 1914 дебютира в ролята на Странен господин („Сирена“ – Й. Щолба) в Народния театър в София, където с прекъсвания е артист до 1964. На няколко пъти е уволняван от театъра.
Работи като режисьор и директор в Русенски градски театър (1929 – 30), Драматичен театър - Пловдив (1935 – 36), Пазарджишкия театър (1953 – 59).
Председател на Съюза на българските артисти (1929 – 32). През 1944 – 45 ръководи дейността на фронтови театър. Заедно с М. Попова е основател на драматичния състав на ансамбъл „Маяковски“. Ръводи театъра при Централния съвет на профсъюзите и двегодишна театрална школа към театъра.
По време на Втората световна война участва във формираната пропагандна рота на Дирекцията за културна дейност сред войската. Ръководи формираните от Дирекцията три фронтови театъра заедно с помощника си Александър Хаджихристов – Студио „Фронтовак“ с ръководител Филип Филипов, „Трибуна“ с ръководител Изидор Хершкович, заменен по-късно от Александър Гиргинов и „Младост“ с ръководител Любомир Огнянов-Ризор.
Преподава в Държавната театрална школа. Стаматов е сред основателите на Държавното висше театрално училище (ДВТУ) в София (сега НАТФИЗ) през 1948. Професор от 1948.
Лауреат на Димитровска награда.
„Запазете детството, запазете непосредствеността. Това е основата на актьорската игра“ – казва често Георги Стаматов.
Съпруг на известната българска актриса Петя Герганова.

## Театрални роли
- „Сирена“ (1914) (Й. Щолба) – странен господин (дебют)
- „Иванко“ (Васил Друмев) – Иванко
- „Към пропаст“ (Иван Вазов) – Иван Александър
- „Халосник“ (Цанко Церковски) – Горан
- „Под старото небе“ (Цанко Церковски) – Тотю
- „Майстори“ (Р. Стоянов) – Найден
- „Албена“ (Йордан Йовков) – Нягул
- „Боряна“ (Йордан Йовков) – Рали
- „Тъмни души“ (Добри Немиров) – Пройчо
- „Пред изгрев“ (Ст. Савов) – Николаки бей
- „Усилни години“ (Камен Зидаров) – Дамян Делибоев
- „Крал Лир“ (Уилям Шекспир) – крал Лир
- „Отело“ (Уилям Шекспир) – Отело
- „Тартюф“ (Молиер) – Клеант / Тартюф
- „Коварство и любов“ (Фридрих Шилер) – Вурм
- „Разбойници“ (Фридрих Шилер) – Херман
- „Вилхелм Тел“ (Фридрих Шилер) – Вилхелм Тел
- „Смъртта на Дантона“ (Г. Бюхнер) – Камил де Мулен
- „Фру Ингер от Естрот“ (Хенрик Ибсен) – Нилс
- „Малкият Ейолф“ (Хенрик Ибсен) – Люк
- „Родина“ (Х. Зудерман) – Алмерс / Макс фон Вандловски
- „Флорентийска нощ“ (Оскар Уайлд) – Гвидо Варди
- „Идеалният мъж“ (Оскар Уайлд) – Робърт Чилтърн
- „Кендида“ (Бърнард Шоу) – Юджин Мерчбенкс
- „Орлето“ (Едмон Ростан) – Княз Метерних
- „Опиянение“ (Аугуст Стриндберг) – Адолф
- „Дяволът“ (Ф. Молнар) – дяволът
- „Лилиом“ (Ф. Молнар) – Лилиом
- „Сватбата на Кречински“ (А. Сухово-Кобилин) – Нелкин
- „Лес“ (А. Островски) – Генади Нещастиев
- „На дъното“ (Максим Горки) – Сатин
- „Васа Железнова“ (Максим Горки) – Сергей Железнов
- „Кралят на Бетайново“ (И. Цанкар) – Йозеф Кантор
- „Брониран влак 14 – 69“ (Всеволод Иванов) – Вершинин
- „Разлом“ (Б. Лавренев) – Берсенев
- „Господа Глембаеви“ (М. Кърлежа) – Наци

## Постановки като режисьор
- „Хамлет“ (Уилям Шекспир)
- „Света Йоанна“ (Бърнард Шоу)
- „Коварство и любов“ (Фридрих Шилер)
- „Шест лица търсят своя автор“ (Луиджи Пирандело)
- „Арлезианката“ (Алфонс Доде)
- „Шанхай“ (Д. Колтън)
- „Съпругът на госпожицата“ (Г. Дрегели)
- „Женитбата на Белугина“ (А. Н. Островски)
- „Ревизор“ (Н. В. Гогол)
- „Иванко“ (Васил Друмев)
- „Боян Магесникът“ (К. Христов)
- „Големанов“ (Ст. Л. Костов)
- „Оптимистическа трагедия“ (Всеволод Вишневски)

## Награди и отличия
- Народен артист
- Лауреат на Димитровска награда
- Носители на орден „За гражданска заслуга“

## Филмография
| Година | Филми и Сериали                    | Копродукции     | Роля                     |
| ------ | ---------------------------------- | --------------- | ------------------------ |
| 1962   | Тютюн                              |                 | татко Пиер               |
| 1958   | Гераците                           |                 | бай Йордан, стария Герак |
| 1958   | Сиромашка радост                   |                 | Свети Петър              |
| 1954   | Героите на Шипка – („Герои Шипки“) | СССР / България | Вейсал паша              |